# Агаракадзор
Агаракадзор (вірм. Ագարակաձոր) — село в марзі Вайоц-Дзор, на півдні Вірменії. Село розташоване на лівому березі річки Арпа, за 3 км на південний схід від міста Єхегнадзора.

## Видатні місця
Найбільші карстові печери Республіки Вірменія виявлені на лівобережжі річки Арпа від села Арені до села Агаракадзор — це Арчері, Магела, Мозрові, Вайк, Сімоні, Кармір, Кіклоп та інші. Частина розташована на крутих і важкодоступних схилах, дістатися до них можна тільки пішки. Неможливо описати красу печери Арчері, навіть за фотознімками важко судити про дивовижні відтінки і химерні форми сталактитів і сталагмітів, каскадні напливи і пізоліти. Величчю і таємничістю, чергуванням тісних ходів і величезних залів, унікальними археологічними знахідками печера займає особливе місце серед підземних порожнин Вірменії. Довжина цієї «семиповерхової» печери три з половиною кілометри, її стіни і склепіння вкриті товстим шаром кристалів кальциту.

## Історія
Згідно з дарчою грамотою амірспасалара Закаре Закаряна Нораванкському монастирю у 1211 році було повернуто село Агаракадзор.

## Сьогодення
9 червня 2008 року в громадах Агаракадзор, Чіва і Вернашен мав місце сильний град розміром у два сантиметри, у результаті чого постраждали сади і посіви.

## Видатні уродженці
- Генерал-майор Девін Баклі — іранський військовий офіцер.